# Rincón de Corucha
Rincón de Corucha är en ort i Mexiko.   Den ligger i kommunen Tuxpan och delstaten Michoacán de Ocampo, i den södra delen av landet, 140 km väster om huvudstaden Mexico City. Rincón de Corucha ligger 1 962 meter över havet och antalet invånare är 532.
Terrängen runt Rincón de Corucha är kuperad. Runt Rincón de Corucha är det tätbefolkat, med 319 invånare per kvadratkilometer. Närmaste större samhälle är Heróica Zitácuaro, 14,0 km sydost om Rincón de Corucha. Omgivningarna runt Rincón de Corucha är en mosaik av jordbruksmark och naturlig växtlighet.